# Luisa Ortega Díaz
Pour les articles homonymes, voir Ortega et Diaz.
Luisa Ortega Díaz est une avocate et femme politique vénézuélienne, née le 11 janvier 1958 à Valle de la Pascua. Proche d'Hugo Chávez, elle occupe de 2007 à 2017 le poste de procureure générale de la république bolivarienne du Venezuela. 
À partir de mars 2017, elle s'oppose au président Nicolás Maduro, dénonçant l'action de ce dernier lors de la crise politique que traverse le pays et l'accuse de corruption. En juin 2017, une procédure de destitution est engagée à son encontre par la Cour suprême. C'est finalement l'Assemblée constituante qui décide de cette révocation le 5 août suivant. Elle se réfugie en Colombie, accompagnée de son époux, le député chaviste Germán Ferrer.

## Biographie

### Jeunesse
Luisa Ortega Diaz est née à Valle de la Pascua dans l'État de Guárico au Venezuela, le 11 janvier 1958. Elle a obtenu son diplôme en droit de l'université de Carabobo, située dans l'État de Carabobo. Elle s'est spécialisée en droit pénal à l'université Santa Maria (où elle a enseigné) et en droit procédural à l'université catholique Andrés Bello, toutes deux situées à Caracas.

### Carrière professionnelle et engagement politique
Luisa Ortega a été conseillère juridique auprès de la chaîne de télévision nationale Venezolana de Televisión, après quoi elle a rejoint le ministère public en avril 2002. 
Pendant la campagne présidentielle de 1998, Luisa Ortega Díaz est aux côtés d'Hugo Chávez. Elle est la sœur du militaire Humberto Ortega Díaz, qui a également participé à la tentative de coup d'État de 1992 et a été ministre de la Banque publique. Luisa Ortega Díaz est mariée à Germán Ferrer, député du Parti socialiste unifié du Venezuela, fondé par Hugo Chávez. 
Luisa  Ortega est nommée procureur général de la république bolivarienne du Venezuela par l'Assemblée nationale le 13 décembre 2007 pour la période 2008-2014. À cette dernière date, les élus, alors majoritairement proches de Nicolás Maduro, l’ont prolongé dans ses fonctions pour sept ans, jusqu’en 2021.
En 2014, Luisa Ortega soutient Nicolás Maduro lors des manifestations contre le gouvernement indiquant que ces manifestations « sont violentes, agressives et mettent en danger la liberté de ceux qui n’y participent pas ». La magistrate laisse entendre un financement de ces manifestations par les États-Unis.
Son positionnement évolue lors des manifestations de 2017. En effet, Luisa Ortega considère que « des groupes armés ne doivent pas attaquer des manifestations pacifiques » et précise que des investigations sont en cours à l'égard de ces groupes paramilitaires qui contrôlent les quartiers populaires. Par ailleurs, elle estime que la convocation d’une Assemblée constituante « aggraverait la crise ». Enfin, elle dénonce le recours aux tribunaux militaires à l'encontre des civils arrêtés lors des manifestations. En réaction à ces prises de position, des proches de Nicolás Maduro demandent la démission de Luisa Ortega, l'accusant notamment d'être corrompue. L'ancienne ministre de l'Environnement d'Hugo Chavez, Ana Elisa Osorio, apporte son soutien à Luisa Ortega Díaz dans son opposition à la convocation de l'Assemblée constituante. Le 8 juin 2017, elle dépose un recours contre la convocation de l'Assemblée constituante, recours qui est rejeté le 12 juin par le Tribunal suprême de justice. En réaction, elle dépose un autre recours contre la nomination des juges du TSJ, en décembre 2015, par la législature sortante dominée par les chavistes. Ensuite des députés proche du président Maduro réclamèrent au TSJ une expertise médicale à son encontre, dans le but de la destituer.
Le 12 juin 2017, plusieurs anciens ministres d'Hugo Chávez se réunissent autour d'elle pour évoquer la défense de la Constitution.
Fin juin 2017, le Tribunal suprême engage des poursuites à son encontre pour « mensonges » au sujet des juges de l'institution et son audition est fixée au 4 juillet. Elle boycotte celle-ci, dénonçant un « cirque » et une « décision connue d'avance » en évoquant sa possible destitution qu'elle juge jouée d'avance, alors que la cour s'est donnée cinq jours pour statuer sur son sort. La Cour suprême n'a finalement pas décidé du devenir de Luisa Ortega. Le délai légal est de 30 jours pour traiter ce type de dossier. 

### Accusations de corruption envers Nicolás Maduro
Luisa Ortega Díaz accuse le président  Nicolás Maduro d'avoir reçu 35 millions de dollars de la société brésilienne Odebrecht et d'autres entreprises dans le cadre de l'opération Lava Jato. Le 18 août 2017, lors d'une réunion de procureurs d'Amérique latine à Puebla au Mexique, elle renouvelle ses accusations par un message audio et affirme détenir les preuves de la culpabilité du président Maduro : « Nous avons le détail de toute la coopération, les montants et les personnes qui se sont enrichies, et cette enquête implique monsieur Nicolás Maduro et son entourage ». 
Par ailleurs, elle accuse Diosdado Cabello, numéro deux du régime,  d'être impliqué dans des dossiers de corruption et d'avoir reçu 100 millions de dollars (85 millions d’euros) de pots-de-vin grâce à une entreprise espagnole appartenant à sa famille. Cet argent serait en lien avec les marchés obtenus au Venezuela par une société brésilienne.

### Destitution, poursuites judiciaires et exil
Le 4 août 2017, Luisa Ortega Díaz demande aux tribunaux de bloquer l'installation  de l’Assemblée constituante, considérant la possibilité d'irrégularités lors du scrutin du 30 juillet. Le 5 août, elle est finalement « suspendue » de son poste de procureur général de la République par l'Assemblée constituante. Le bâtiment du ministère public est assiégé par la garde nationale et elle déclare « dénoncer cet acte arbitraire devant la communauté nationale et internationale [...] C’est une dictature ! ». Elle est remplacée par Tarek William Saab, défenseur du peuple et proche de Nicolás Maduro. Elle rejette son éviction dans la foulée. Ses comptes bancaires sont gelés et il lui est interdit de quitter le Venezuela
Le 6 août suivant, le Tribunal suprême lance des poursuites à son encontre pour « irrégularités ». En fuite, Luisa Ortega Díaz, dénonce la persécution dont elle est l'objet par le régime de Nicolás Maduro.
Le 18 août, son domicile est perquisitionné alors que Saab, son successeur au poste de procureur général a demandé l'arrestation de son mari,  Germán Ferrer, député du PSUV, dont l'immunité a été levée par l'Assemblée constituante. Elle fuit en le soir même, accompagnée de son mari, et de deux collaborateurs, Gioconda González Sánchez et Arturo Vilar Estévez . Le groupe rejoint incognito la péninsule de Paraguaná, au nord du Venezuela. Là, un bateau les prend en charge pour rejoindre Aruba, une île néerlandaise située au large du Venezuela. Puis un avion privé les conduit à Bogota en Colombie. Après son arrivée, le président colombien Juan Manuel Santos  indique qu'elle est  « sous sa protection  » et souhaite lui donner l'asile politique si elle le demande. 

### Déplacements à l'étranger
Le 22 août, elle rejoint le Brésil, où elle participe à une rencontre des procureurs des pays du Mercosur, ces derniers lui apportent leurs soutiens. Elle y évoque la « mort du droit » au Venezuela et considère que la « stabilité de la région est en danger ». Après un retour en Colombie, elle se rend au Costa Rica, elle y indique craindre pour sa vie et affirme que le régime de Nicolás Maduro a « engagé des tueurs pour attenter à sa vie ». Lors d'un déplacement au Mexique, début septembre, elle remet des informations sur les « crimes commis au Venezuela » au procureur général du Mexique Raúl Cervantes. Elle déclare « Mon pays, mon peuple, souffre d'une série de problèmes, d'une grave crise de nourriture, de santé et d'insécurité. Je dénonce également ces événements dans le monde ».

### Accusation de corruption
Lors de son procès à Miami en avril 2021, l'homme d'affaires vénézuélien Carlos Urbano Fermin reconnait avoir versé des pots-de-vin d'environ un million de dollars à Luisa Ortega Díaz début 2017 en échange de sa protection dans le cadre d'une enquête pour corruption le visant. Le bureau du procureur général avait ouvert une enquête concernant des faits de corruption entourant l'attribution de contrats par la compagnie pétrolière PDVSA à des entreprises dont Carlos Urbano Fermin est propriétaire. Ce dernier aurait ensuite été contacté par un proche de Luisa Ortega Díaz lui promettant l'abandon de l’enquête en échange du versement d'un million de dollars dans plusieurs comptes bancaires aux États-Unis, ce qu'il a accepté. L’enquête a cependant été relancée par le nouveau procureur général après que Luisa Ortega Díaz a été démise de sa fonction, conduisant à l'inculpation de Carlos Urbano Fermin et à son exil aux États-Unis, où il a accepté de collaborer avec les autorités américaines.